# I Like You (A Happier Song)
I Like You (A Happier Song) is een nummer van de Amerikaanse rapper Post Malone en de Amerikaanse zangeres Doja Cat uit 2022. Het is de derde single van Twelve Carat Toothache, het vierde studioalbum van Post Malone.
In "I Like You (A Happier Song)" vertellen een manlijke en een vrouwelijke ik-figuur over hun aantrekkingskracht tot elkaar. Beiden genieten van elkaars gezelschap en houden van leuke dingen doen. De jongen ziet het meisje als iemand die hem van zijn "rock-'n'-roll-leven" af kan helpen. Het meisje heeft echter al een jongen in haar leven, maar heeft ook gevoelens voor de manlijke ik-figuur.
Het nummer werd wereldwijd een hit, en bereikte onder andere de 3e positie in de Amerikaanse Billboard Hot 100. In Nederland bereikte het een bescheiden 44e positie in de Single Top 100. De Nederlandse Top 40 of Tipparade werden niet gehaald. In Vlaanderen bereikte de plaat helemaal geen hitlijsten.